# 硝酸异丙酯
硝酸异丙酯（缩写IPN，或称为硝酸-2-丙醇酯，2-propyl nitrate）是一种有机化合物，分子式C3H7NO3，常温常压下为无色液体，可用作单组元推进剂。